# لهراسپ
کَی‌لُهْراسْپ (به اوستایی: ت.ت. 'کَوی‌اَئورْوَت‌اَسپَ') در اساطیر ایران، از پادشاهان کیانی است. کی‌خسرو پیش از مرگ، او را به پادشاهی ایران برگزید. تفویض تاج و تخت به لهراسپ با اعتراض پهلوانان و بزرگان به‌ویژه زال روبه‌رو شد ولی بالاخره با دلایلی که کی‌خسرو آورد بر این انتخاب گردن نهادند.
به گزارش فردوسی در شاهنامه، لهراسپ فرزند اَوْرَنْد فرزند کَی‌پِشین فرزند کَی‌قَباد بوده است. اما در برخی نوشته‌های پهلوی، کَی‌پِشین فرزند کَی‌اَپِیْوِهْ فرزند کَی‌قَباد است.

## ریشه‌شناسی نام
«کَی‌لُهراسْپ» به اوستایی، «اَئوروت‌اَسپَ» (aurvat-aspa) به معنی دارندهٔ اسب تیزرو است.

## تصمیم کی‌خسرو

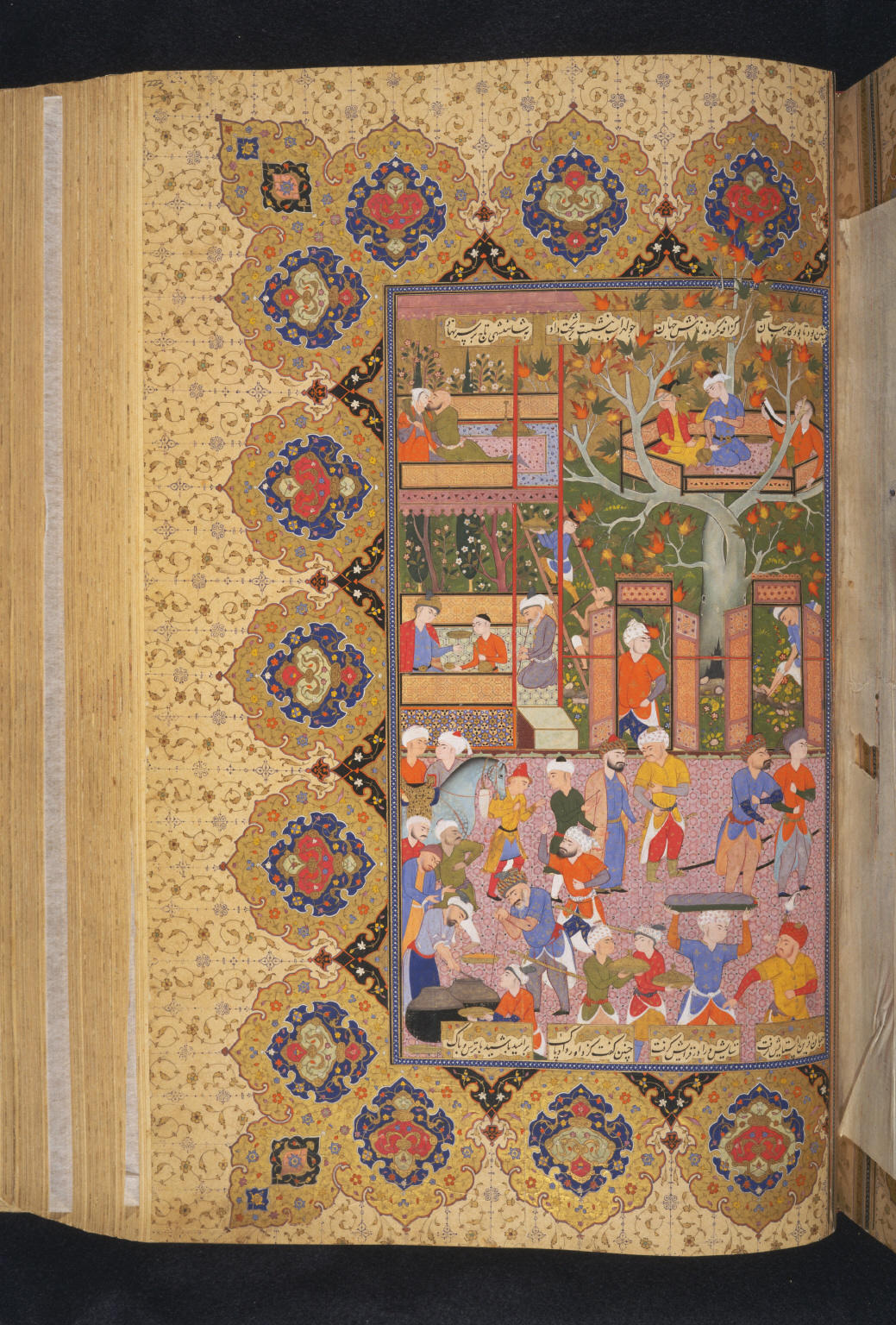
نشستن کی‌لهراسپ بر تخت شهریاری نگاره‌ای از شاهنامه

کی‌خسرو چون از کار افراسیاب و توران فارغ گشته بود، سال‌ها بر نیمی از آسیا فرمان راند تا به سن شصت‌سالگی رسید. دغدغهٔ کیخسرو یک چیز بود که آن را نمی‌توانست بین سران و نام‌داران افشا کند؛ به همین سبب می‌خواست از عالم غیب به او الهام گردد، که عاقبت به‌واسطهٔ سروش راه به او نشان داده شد. کیخسرو بعد از پنج هفته دعا و نیایش شبانه‌روزی، در کاخ را گشود و نام‌آوران از جمله زال، رستم، توس، گودرز و دیگران را در جلسه‌ای مهم گرد هم آورد تا وصیت او را بشنوند. هر گوشه‌ای از کشور بزرگ ایران به نام سرداری ثبت و لاک‌ومهر شد تا این‌که نوبت به ایران و تاج‌وتخت‌اش رسید که بسیار حساسیت‌برانگیز بود. آن‌گاه کیخسرو فردی نه چندان نام‌آور به نام لهراسپ را احضار و در حضور جمع تاج‌وتخت ایران را به او تفویض نمود. این امر با اعتراض حضار مواجه شد. زال پیر، سخنگو و نمایندهٔ جمع، برخاست و چنین گفت:
|                               |  |                           |
| چنین گفت کای شهریار بلند      |  | سزد گر کنی خاک را ارجمند  |
| سر بخت آن‌کس پُر از خاک باد     |  | روان ورا خاک تریاک باد    |
| که لهراسپ را شاه خواند به داد |  | ز بی‌داد هرگز نگیریم یاد   |
| به ایران چو آمد به‌نزد زرسپ    |  | فرومایه‌ای دیدمش با یک اسپ |

…
| نژادش ندانم ندیدم هنر |  | ازین گونه نشنیده‌ام تاجور |

در ظاهر، کیخسرو با ادله و براهین، همه را قانع نمود تا پادشاهی لهراسپ بر ایران‌زمین را بپذیرند. زال که عادت داشت شاهان ایران به دست او تفویض گردند تلویحاً موضوع را پذیرفت. اما در ادامهٔ ماجرا در شاهنامه، زال و رستم دشمن شماره یک لهراسپ، گشتاسپ و اسفندیار هستند. فرجام کار ایران و زابل همان نبرد معروف میان رستم و اسفندیار است. در نبرد این دو پهلوان عاقبت اسفندیار مقتول و رستم مجروح می‌شود.

## گرایش‌های دینی

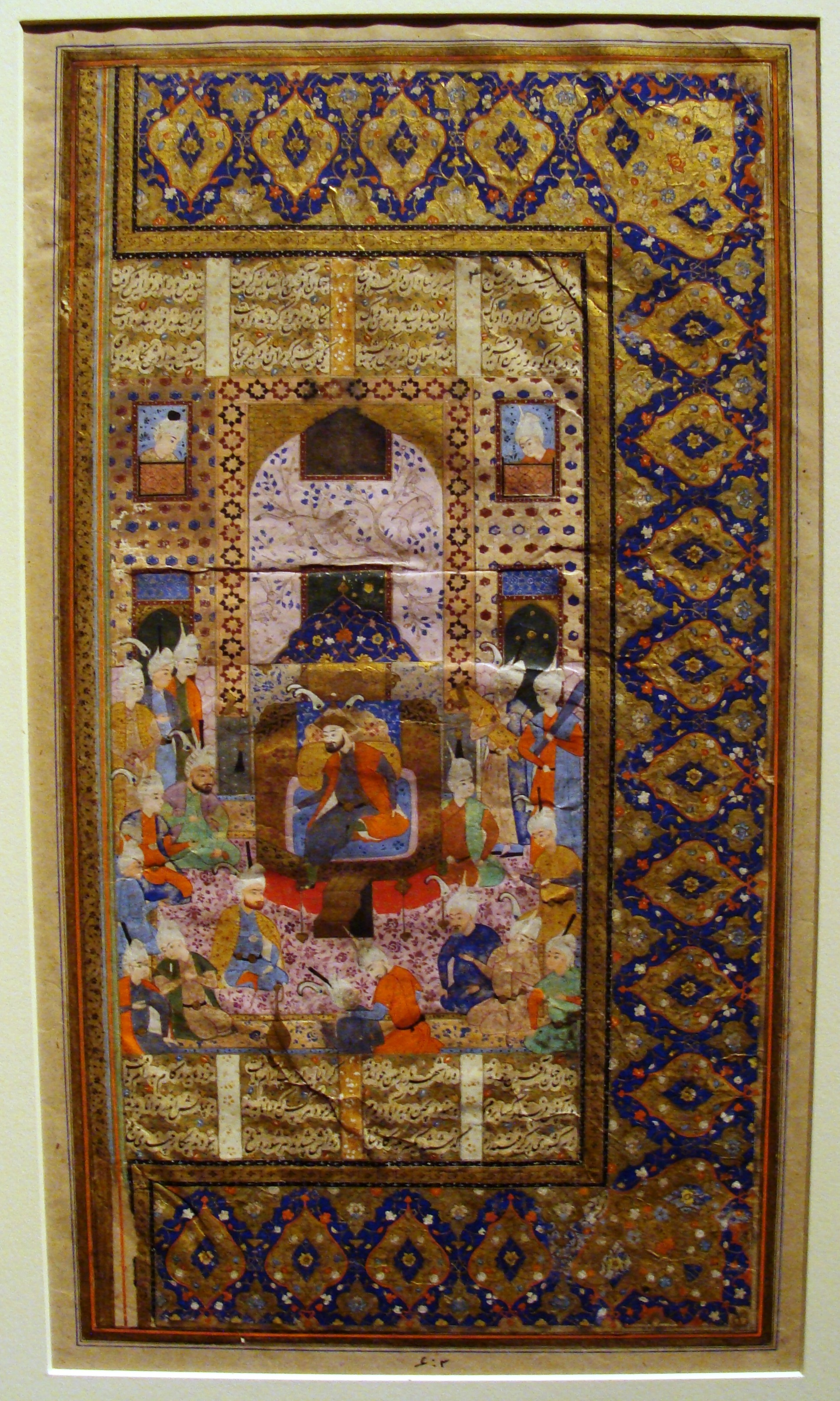
تخت شهریاری کی‌لهراسپ نگاره‌ای از شاهنامهٔ تهماسبی متعلق به سدهٔ ۱۶ م. (دورهٔ صفوی) جای نگهداری: موزه هنر هاروارد

لهراسپ را باید یکی از چهره‌های دینی و مؤمن به باورهای ایرانی تلقی کرد. برخی از محققانِ بزرگ معتقدند زرتشت تحت حمایت گشتاسپ، فرزند لهراسپ، موفق به تبلیغ دین خویش گشت و حتی بعضی را اعتقاد بر این است که زرتشت او را بسیار ستوده است. گاهی نیز اظهار شده که زرتشت از مردم بلخ بوده و از آن‌جا به تبلیغ کیش خود پرداخته است. ابیات زیر مؤید علاقهٔ لهراسپ و ارزانیان به آداب و رسومِ زرتشتی است. راز کیخسرو این بود که چه کسی را جانشین خود نماید که آماده و مقیّد به باورهای ایرانی باشد. لهراسپ چنین شخصیتی است؛ چنان‌که فردوسی در بخش «پادشاهی دارای داراب» در اشاره به آیین‌های کهن ایرانی و پاسداری از رسومی همچون جشن‌های سده و مهرگان از عبارت «آیین لهراسپی» استفاده می‌کند. 
| بیاراید این آتش زردَهُشت     |  | بگیرد همی زنْد و استا به مشت |
| نگه دارد این فال‌جشن سده    |  | همان فرِّ نوروز و آتشکده      |
| همان اورمزد و مه و روز مهر |  | بشوید به آب خرد جان و چهر   |
| کند تازه آیین لهراسپی      |  | بماند پی (کیی) کیش گشتاسپی  |

فردوسی در شاهنامه برپایی آذربرزین (آتشکدهٔ آذربرزین‌مهر؟) را به لهراسپ نسبت می‌دهد.
لهراسپ، همچون فریدون، در روز مهرگان تاج شاهی را بر سر نهاد. برای درک تاریخ این بخش از شاهنامه آگاهی از این تغییر و تحول یا انتقال قدرت موضوع کلیدی به نظر می‌رسد. خصوصاً پایان کار لهراسپیان در شاهنامه ارتباط می‌یابد با آغاز کار هخامنشیان در تاریخ؛ بنابراین تعمق در این قسمت از شاهنامه بسیار مهم است.
در روایت شاهنامه، لهراسپ پس از تاج‌گذاری، به اطراف و اکناف، به‌ویژه برای سران کشورها و قبایل روم، چین و هند نامه نوشت و پیام فرستاد و از همه خواست به حضورش در پارس شرفیاب شوند تا از دانش او بهره‌مند گردند. یکی از مشکلات اساسی لهراسپ در دوران حکومت، انتظارات پسرش گشتاسپ بود که از پدر می‌خواست منصب شایسته‌ای، یعنی مقام جانشینی، را به او تفویض کند. ولی لهراسپ او را شایسته نمی‌دید و می‌گفت تو هنوز جوان و خام هستی و بلندپروازی می‌کنی. بگومگوهای پدر و پسر سرانجام باعث شد گشتاسپ با سیصد سوار، شبانه با خشم و ناراحتی پایتخت را ترک کند و به جانب هندوان راهی گردد. وقتی پگاه لهراسپ از ماجرا آگاه شد، گستهم را به جانب روم، گرازه را به جانب چین و زریر را به طرف هندوستان روانه ساخت تا گشتاسپ را از میانهٔ راه برگردانند.
گشتاسپ با گردانش پس از عیش و نوش، خسته در بیشه‌زاری در حال استراحت بودند که زریر با هزار سوار به‌تاخت نزدیک می‌شود و گشتاسپ از شیههٔ اسب زریر او را می‌شناسد. لحظاتی بعد دو برادر یکدیگر را در آغوش می‌گیرند و زریر پیام لهراسپ را به گشتاسپ می‌رساند و فرجام کار بازگشت گشتاسپ به وطن است.
ماجرای لهراسپ و گشتاسپ پیش از پیامدهای ناگوار و جنگ‌های خانمان‌برانداز به همین‌جا ختم می‌شود، امّا ماجرای گشتاسپ هنوز پایان نیافته است. خوب است دنبالهٔ ماجرا در صفحه گشتاسپ پیگیری شود.

## فرزندان
لهراسپ دارای دو پسر به‌نام‌های گشتاسپ و زریر بوده است. پس از وی، گشتاسپ پادشاه شد.

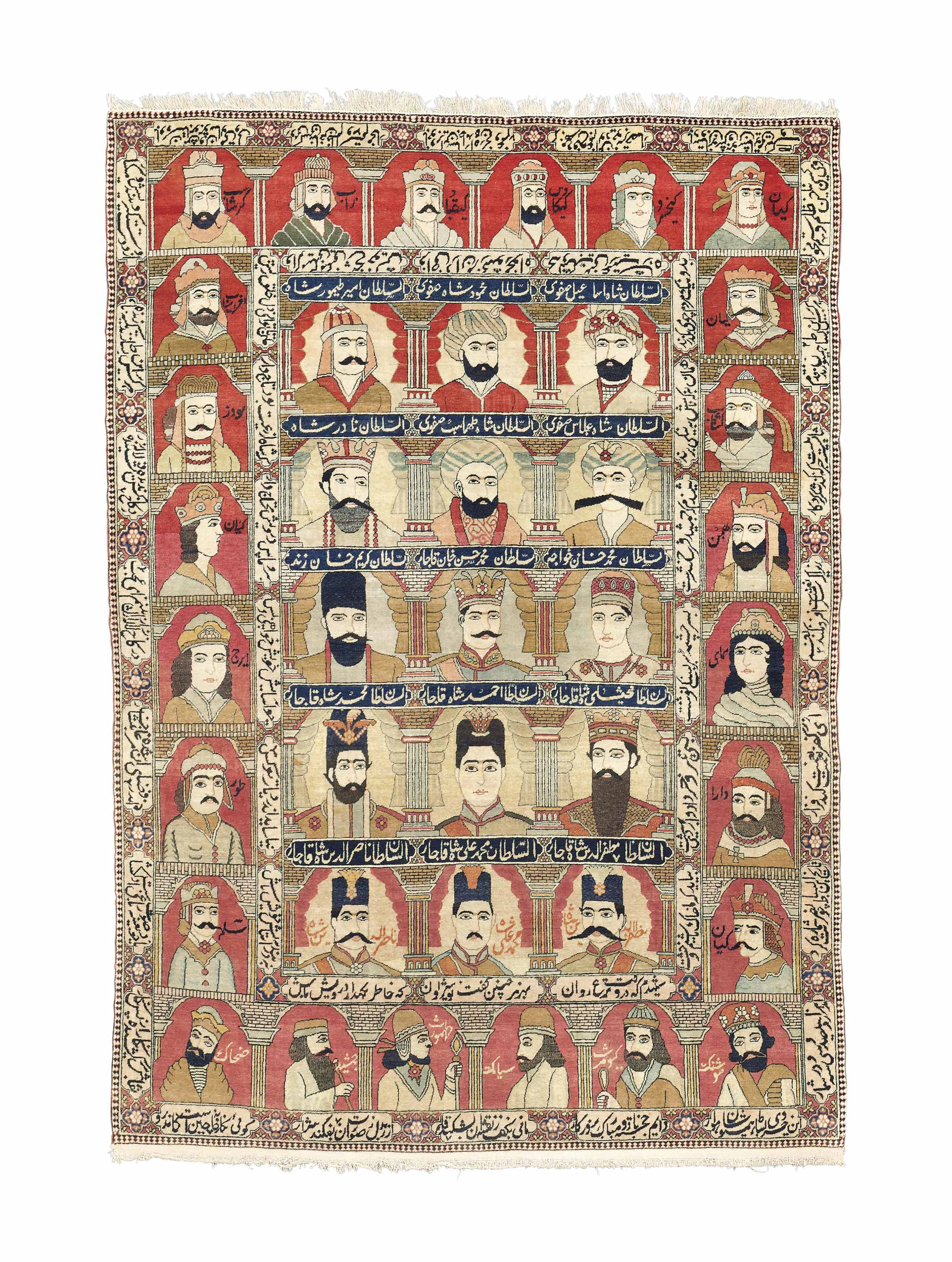
یک فرش کهن کاشانی از دورهٔ قاجاری که دور تا دور آن نقش پادشاهان اسطوره‌ای ایران قرار گرفته‌اند. در میانهٔ آن، نگارهٔ چند تن از شاهان ایران نوین جا داده شده است.

| دو فرزند بودش به‌کردار ماه  |  | سزاوار شاهی و تخت‌وکلاه  |
| یکی نام گشتاسپ و دیگر زریر |  | که زیر آوریدی سر نرّه‌شیر |

— فردوسی